# Domenico Montagu
Pour les articles homonymes, voir Montagu (homonymie).
Domenico Montagu est un védutiste et graveur au burin et à l'eau-forte de sujets d'architecture, italien, actif à Rome autour de 1750.

## Biographie

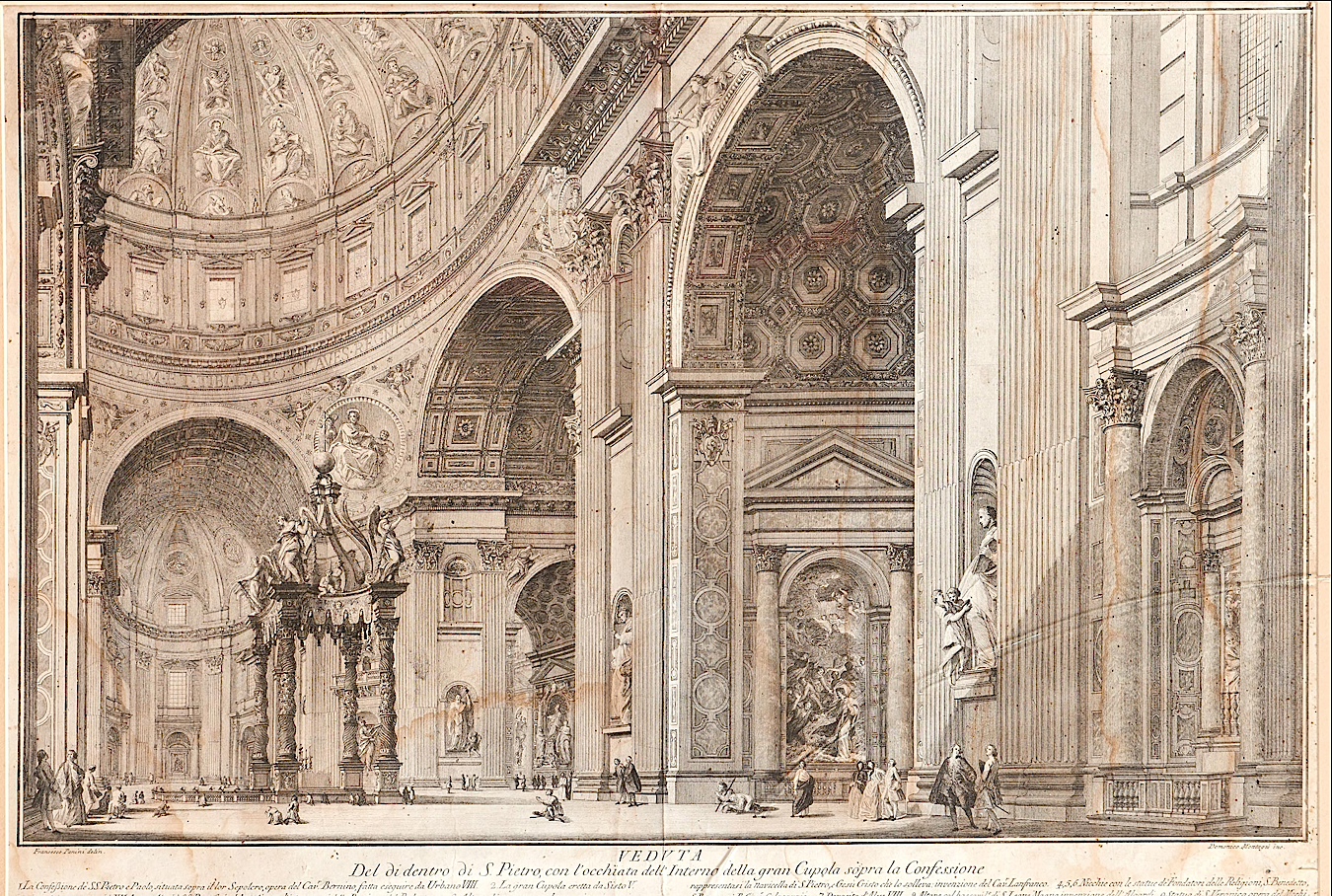
Veduta, Basilique Saint-Pierre de Rome (eau-forte, avant 1763).

Domenico Montagu collabora largement aux gravures des principaux ouvrages dessinés par Jean Barbault. Fut-il, à l'instar de ce dernier, très proche de Giovanni Battista Piranesi qui l'influença et qui lui aussi travailla avec l'éditeur Bouchard et Gravier ? Paul Kristeller le cite aux côtés de Felice Polanzani, Antonio Capellan (en) et Francesco Barbazza parmi les graveurs chez qui cette influence est la plus manifeste.

## Œuvre
- Les plus beaux monuments de Rome ancienne, ou recueil des plus beaux morceaux de l'Antiquité romaine qui existent encore, dessinés par Monsieur Barbaut, peintre, ancien pensionnaire du Roi à Rome, et gravés en 128 planches avec leurs explications, chez Bouchard et Gravier, imprimerie de Komarek, Rome, 1761.
- Les plus beaux édifices de Rome moderne, ou recueil des plus belles vues des principales églises, places, palais, fontaines qui sont dans Rome, chez Bouchard et Gravier, imprimerie de Komarek, 1763.
- Vues des plus beaux restes des antiquités romaines telles qu'elles subsistent encore à Rome et en divers endroits de l'Italie, dessinés par Monsieur Barbault et gravés par d'habiles maîtres, 1770.
- Nuova Raccolta delle piu belle vedute dissegnate, e intagliate da celebri autori, soixante dix-sept planches, la plupart par Domenico Montagu, quelques-unes par Giovanni Battista Falda (1643-1678) et par Jean Barbault, Rome, 1771.

## Musées et collections publiques

### France
- Musée Ingres, Montauban, Pyramide de Cestius, gravure d'après Jean Barbault.
- Petit Palais, Paris[4].

### Italie
- Bibliothèque apostolique vaticane, cité du Vatican, Rome,Veduta del gran Cortile del Belvedere, gravure d'après Giovanni Paolo Panini[5].

### Royaume-Uni
- Royal Academy, Londres, Les temples de Paestum, trois gravures d'après Jacques Barbault[6].

### États-Unis
- Fogg Art Museum, Université Harvard, Cambridge (Massachusetts), Piazza Navona et Basilique Saint-Pierre de Rome, gravures[7].
- Metropolitan Museum of Art, New York[2].
- National Gallery of Art, Washington[8].